# Alexandra Stan
Alexandra Ioanna Stan (Constanța, Romania, 10 de juny de 1989), més coneguda com a Alexandra Stan, és una cantant solista romanesa. La seva fama internacional va arribar el 2011 amb el senzill Mr Saxobeat que a Internet ha arribat a més de 230 milions de visites. Alexandra Stan va llançar el seu àlbum debut Saxobeats el 16 d'agost del mateix any aconseguint estar en el primer lloc a Romania durant quatre setmanes consecutives i aconseguint tres discs de platí.
Va col·laborar amb el disc de La Marató de TV3 del 2014 gravant «Sóc forta», una versió en català de «Strong enough», el segon single més venut de la cantant de pop Cher.

## Biografia
Alexandra Stan va néixer el 1989. Va estudiar al liceu a la ciutat de Trajan i el 2011 cursava el segon any a la facultat de Gestió d'Andrei Saguna. Ha participat en diversos concursos musicals amb un aparició destacada al Festival Mamaia el 2009.
El juny del 2013 va ser maltractada per la seva parella, el productor Marcel Prodan, i va desaparèixer del panorama musical durant un temps.

## Inicis
El seu talent era conegut per la seva família d'ençà que tenia 3 anys, va rebre suport de la seva família des del principi. Alexandra va participar en diverses competicions, inclòs el festival Mamaia on va sorprendre el públic amb una veu molt versàtil, tot i utilitzar playback, ja que ella no està preparada per cantar a cappella.
El punt d'inflexió de la seva carrera va tenir lloc el 2009 quan Marcel Prodan i Adrei Nemirschi, de la productora Maan Studio, van reconèixer el talent de Stan i la van unir al seu equip. Des de llavors han fet moltíssimes cançons junts amb un gran impacte en l'audiència des del seu debut.

## Èxit
El 2009 va llançar el senzill Lollipop. Va ser llavors, el 2010, quan va llançar Mr Saxobeat, que va esdevenir la cançó més reproduïda de la ràdio de Romania des del 8 de novembre. La cançó va aconseguir el lloc més alt de la llista del top 100 de Romania el 12 de desembre de 2010, convertint-se en el primer número 1 de Stan. Aviat l'èxit es va estendre a altres països.

## Discografia
- 2011: Saxobeats
- 2014: Unlocked
- 2016: Alesta